# Leucotmemis flavidior
Leucotmemis flavidior är en fjärilsart som beskrevs av M.Gaede 1926. Leucotmemis flavidior ingår i släktet Leucotmemis och familjen björnspinnare. Inga underarter finns listade i Catalogue of Life.